# Atletika na Letních olympijských hrách 2008 – 200 metrů ženy
 Běh na 200 metrů žen na Letních olympijských hrách 2008 se uskutečnil 19. a 21. srpna na Pekingském národním stadionu v Pekingu.

## Výsledky finálového běhu
| *                | jméno                          | země                   | čas   |
| ---------------- | ------------------------------ | ---------------------- | ----- |
| Zlatá medaile    | Veronica Campbellová           | Jamajka                | 21,74 |
| Stříbrná medaile | Allyson Felixová               | Spojené státy americké | 21,93 |
| Bronzová medaile | Kerron Stewartová              | Jamajka                | 22,00 |
| 4                | Muna Leeová                    | Spojené státy americké | 22,01 |
| 5                | Marshevet Hookerová            | Spojené státy americké | 22,34 |
| 6                | Sherone Simpsonová             | Jamajka                | 22,36 |
| 7                | Debbie Fergusonová-McKenzieová | Belgie                 | 22,61 |
| 8                | Cydonie Mothersilleová         | Kajmanské ostrovy      | 22,68 |